# فرجينيا مايرز
فرجينيا مايرز (بالإنجليزية: Virginia Myers)‏ هي راقصة أمريكية، ولدت في 21 أكتوبر 1906 في نيويورك في الولايات المتحدة، وتوفي بنفس المكان في 4 يناير 1975.